# Ceratomorpha
I ceratomorfi (Ceratomorpha Wood, 1837) sono un sottordine di perissodattili che comprende le famiglie viventi dei Tapiridi e dei Rinocerontidi.

## Tassonomia
La seguente classificazione, che si spinge fino a livello familiare, è basata sullo studio del 1997 di Mckenna & Bell:
- Infraordine Selenida
  - Superfamiglia Brontotherioidea
    - Famiglia Anchilophidae † ?
    - Famiglia Lambdotheriidae †
    - Famiglia Brontotheriidae † ?

  - Superfamiglia Chalicotherioidea ?
    - Eomoropus †
    - Grangeria †
    - Litolophus †
    - Famiglia Chalicotheriidae †
- Infraordine Tapiromorpha
  - Homogalax †
  - Mesolambdolophus †
  - Systemodon †
  - Famiglia Lophialetidae † ?
  - Superfamiglia Rhinocerotoidea
    - Inc. sed. Hyrachyus †
    - Famiglia Amynodontidae †
    - Famiglia Eggysodontidae †
    - Famiglia Hyracodontidae †
    - Famiglia Rhinocerotidae

  - Superfamiglia Tapiroidea
    - Inc. sed. Colodon †
    - Inc. sed. Desmatotherium †
    - Famiglia Isectolophidae † ?
    - Famiglia Helaletidae †
    - Famiglia Heptodontidae †
    - Famiglia Lophiodontidae † ?
    - Famiglia Deperetellidae †
    - Famiglia Tapiridae